# Francisco Regalado Rodríguez
Francisco Regalado Rodríguez (El Ferrol, 1 de mayo de 1881-Madrid, 30 de diciembre de 1958) fue un militar y marino español que se unió en sus primeros momentos a la sublevación militar del 18 de julio de 1936 contra la II República que condujo a la guerra civil española. Tras la guerra, fue nombrado ministro de Marina por Franco en 1945.

## Biografía
Se formó como ingeniero, y en Bélgica, Francia e Italia se especializó en el arma submarina, donde llegó a ser reconocido como una autoridad a nivel europeo. En 1922 participó, como comandante del submarino B-1 en la evacuación de la población civil del Peñón de Vélez de la Gomera, durante la guerra del Rif. 
De 1928 a 1930, como capitán de corbeta, fue el primer comandante al mando del submarino Isaac Peral (C-1). 
Al estallar la Guerra Civil se incorporó al bando sublevado, transcurriendo su actividad en torno al conflicto marítimo. A la finalización de la guerra, y tras ser destinado como agregado militar en la Embajada de España en Roma, mandó el crucero Almirante Cervera y ascendió sucesivamente a contraalmirante, vicealmirante y almirante, ostentado el mando de la Flota.
Fue nombrado ministro de Marina en 1945, en sustitución de Salvador Moreno Fernández. Ostentó el cargo hasta 1951, en que Moreno Fernández volvió a hacerse cargo del ministerio. Después fue nombrado capitán general del departamento marítimo de El Ferrol. Pasó a la reserva absoluta en 1957.

## Imputado por crímenes contra la humanidad y detención ilegal
Fue uno de los treinta y cinco altos cargos del franquismo imputado por la Audiencia Nacional en el sumario instruido por Baltasar Garzón, por los delitos de detención ilegal y crímenes contra la humanidad cometidos durante la Guerra civil española y en los primeros años del régimen, y que no fue procesado al comprobarse su fallecimiento.
| Predecesor: Salvador Moreno | Ministro de Marina de España 1945-1951 | Sucesor: Salvador Moreno |